# 목포 유달산 마애불입상
유달산 마애불은 전라남도 목포시 죽교동에 있다. 2012년 5월 21일 목포시의 문화유산 제7호로 지정되었다.

## 개요
유달산 마애불(磨崖佛)은 마당바위 밑에서 소요정으로 가는 오솔길의 중간 정도에 조성되어 있다.  관련된 기록이나 구전되는 이야기도 없어 정확한 내력이 확인되지 않는다. 유달산에 남아 있는 몇군데 불교 유적 중 하나이다. 커다란 바위에 음각 형태로 선위주로 불상이 새겨져 있다.